# Diéma
Diéma ist eine Gemeinde in der Region Kayes, die  im Westen von Mali liegt. Diéma ist der Verwaltungssitz des gleichnamigen Kreises. Bei der Volkszählung 2009 hatte die Gemeinde 30.470 Einwohner (1998: 19.297) auf einer Fläche von 1183 km².
Die Gemeinde ist in 16 Teile gegliedert. Außer dem Zentrum Diéma sind dies die Ortschaften Tinkaré, Kana, Guemou, Fangouné Bambara, Fangouné Kagoro, Fangouné Massassi, Dampa, Lacklal, Garambougou, Bougoudéré Niandé, Bougoudéré Mahomet, Bilibani, Mambourké, Madina-Maure and Nafadji.
Im Rahmen der Entwicklungszusammenarbeit besteht eine Partnerschaft mit der französischen Gemeinde Chilly-Mazarin.

## Nachweise
1. ↑  citypopulation.de